# Patch Adams (película)
Patch Adams es una película de 1998 dirigida por Tom Shadyac. Protagonizada por Robin Williams. La película está basada en la historia de la vida del Dr.  "Patch" Adams y el libro Gesundheit: Good Health is a Laughing Matter, de Adams y Maureen Mylander. La misma fue un éxito en taquilla, ganando en total más del doble de su presupuesto en Estados Unidos.

## Trama
En 1969, Hunter Adams (Parchie) ingresa voluntariamente en una institución mental. Una vez allí, se da cuenta de que ayudar a sus compañeros le da un propósito en la vida, además de mejorar la salud de los pacientes. Adams anima a los estudiantes de medicina para cultivar relaciones con las enfermeras y aprender sus habilidades para entrevistas iniciales a los pacientes, y argumenta que la muerte debe ser tratada con dignidad y hasta con humor.
Adams comienza una amistad con su compañera de estudios, Carin Fisher (Monica Potter), y desarrolla su idea de una clínica médica en torno a su filosofía de tratar a los pacientes a través del humor y la compasión. Con la ayuda de Arthur Mendelson (Harold Gould), un hombre rico que conoció a Patch mientras estaba de paciente en la institución mental, adquiere 105 acres (425 000 m²) en Virginia Occidental para construir el futuro Instituto Gesundheit!. Junto con Carin, el estudiante de medicina Truman Schiff (Daniel London), y algunos viejos amigos, Patch renueva una vieja casa de campo. Cuando consiguen el funcionamiento de la clínica, ellos tratan a pacientes sin cita previa y sin seguro médico, y realizan bromas para los mismos.
La amistad entre Patch y Carin pronto se convierte en romance. Ella le revela que había sufrido abusos sexuales cuando era niña, distanciándose de los hombres y soñando con ser una mariposa para escapar de su tormento, pero Patch le asegura que puede superar su dolor para ayudar a otros. Con ánimos, ella desea ayudar a un paciente perturbado, Lawrence "Larry" Silver (Douglas Roberts), visitándolo en su casa. Larry resulta ser alguien mucho más perturbado de lo que se esperaba, y asesina a Carin, además de suicidarse poco después. Patch está destrozado y se siente culpable de la muerte de Carin. Reconsidera su punto de vista y cuestiona la bondad de la humanidad. Considera el suicidio y le cuestiona a Dios sobre lo que pasó. Entonces se da la vuelta para ver a una mariposa que le recuerda a Carin y la esperanza, y así, decide continuar su trabajo en su honor. Sin embargo, es expulsado de la escuela por segunda vez, debido a que dirigía una clínica y practicaba la medicina sin licencia. Adams presenta una queja formal ante el consejo médico estatal, por consejo de su antiguo compañero de habitación, Mitch Roman (Philip Seymour Hoffman), y debe asistir a una audiencia en la que se decide si se debe graduar o no.
Patch es capaz de convencer a la junta en un discurso final que hizo todo lo posible para ayudar a la gente que vino a él, y como médico tiene la responsabilidad de tratar la enfermedad del cuerpo, así como el espíritu de una persona sin importar el resultado. El jurado acepta los métodos científicos de Patch y lo deja graduarse, recibiendo una ovación por parte de la sala de audiencias. Incluso en la graduación, Patch no puede dejar de ser un inconforme. Después de entregarle su diploma a Patch, Walcott aprueba la inconformidad de Patch, a lo cual Patch contesta a los profesores y al público, mostrando su trasero desnudo bajo su traje.

## Reparto
- Robin Williams como Patch Adams.
- Monica Potter como Carin Fisher.
- Philip Seymour Hoffman como Mitch.
- Daniel London como Truman
- Bob Gunton como Dean Walcott.